# Cerapteryx pupillata
Cerapteryx pupillata är en fjärilsart som beskrevs av Taco Hajo van Wisselingh 1964. Cerapteryx pupillata ingår i släktet Cerapteryx och familjen nattflyn. Inga underarter finns listade i Catalogue of Life.